# Trialeurodes sardiniae
Trialeurodes sardiniae es un hemíptero de la familia Aleyrodidae, con una subfamilia: Aleyrodinae.
Fue descrita científicamente por primera vez por Rapisarda en 1986.